# Вишгородський район
Вишгородський район (Вишгородщина) — район у Київській області України. Утворений у 2020 році. Адміністративний центр — місто Вишгород.

## Історія
Вишгородський район у новому форматі утворено 17 липня 2020 року (попереднє формування було 12 квітня 1973 року) відповідно до постанови Верховної Ради України № 807-IX від 17 липня 2020 року..
До його складу увійшли: Вишгородська, Славутицька міські, Димерська, Іванківська, Поліська селищні, Петрівська, Пірнівська сільські територіальні громади.
Раніше територія району входила до складу Вишгородського, Іванківського, Поліського районів, ліквідованих тією ж постановою.
Місцеве самоврядування:
·       1 районна рада, 
·       2 міські територіальні громади (Вишгородська, Славутицька), 
·       3 селищні територіальні громади (Димерська, Іванківська, Поліська), 
·       2 сільські (Петрівська, Пірнівська) територіальні громади, 
·       66 старостинських округів, що об’єднують 163 населені пункти з населенням – 131 030 осіб.

Лісові масиви – 315 130,6 га, сільгоспугіддя – 156 791,9 га, водна поверхня – 92 823,2 га, найбільші річки – Дніпро, Десна, Здвиж, Ірпінь, Прип'ять, Уж, Тетерів, Жерева.

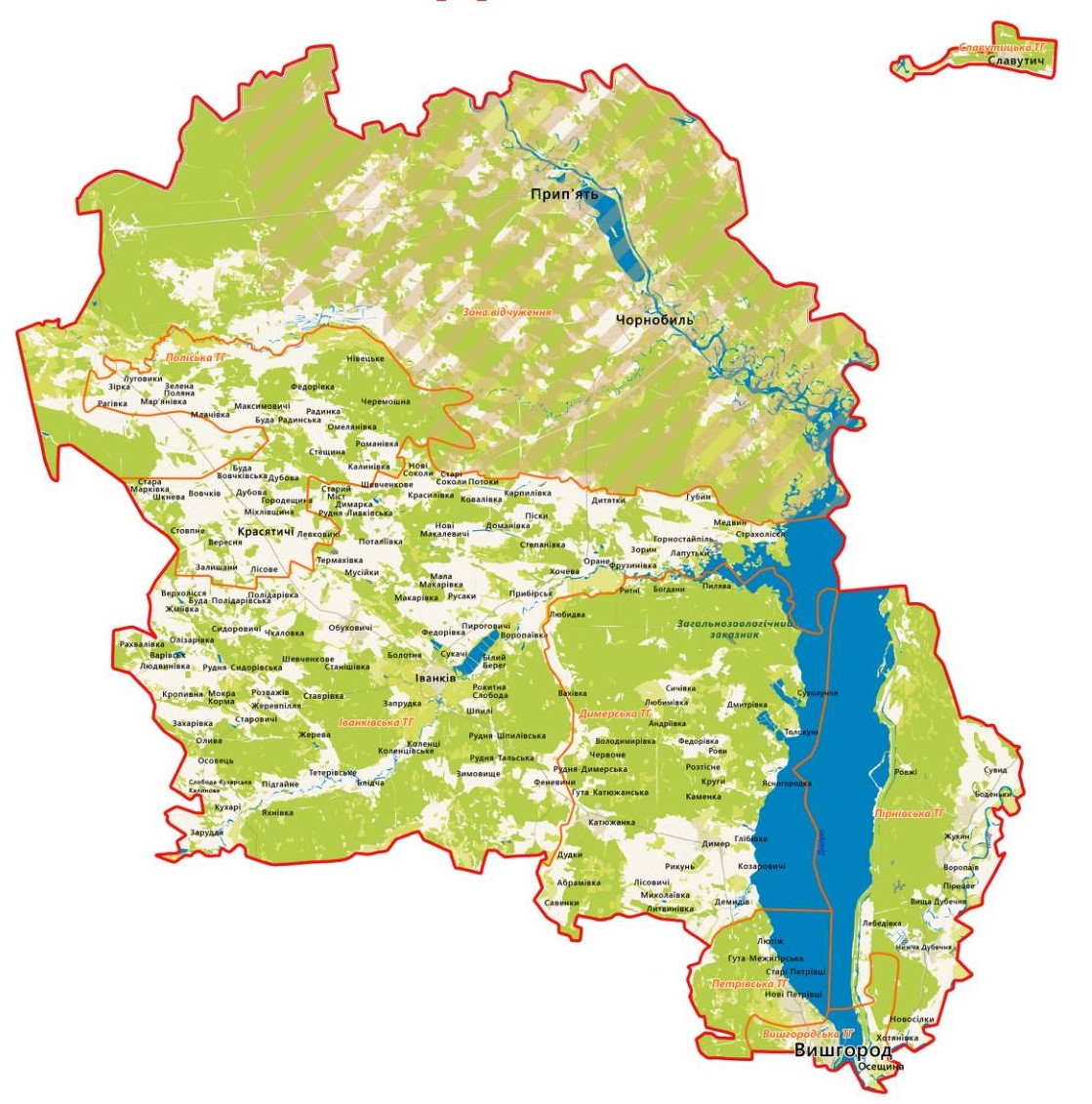
Карта Вишгородського району з 2020 року

## Передісторія земель району
Раніше територія району входила до складу Вишгородського, Іванківського, Поліського районів, ліквідованих тією ж постановою.